# Shogo: Mobile Armor Division
SHOGO: Mobile Armor Division é um jogo eletrônico de ação e tiro tridimensional com perspectivas possíveis em primeira e terceira pessoa. Foi lançado em 1998 pela empresa Monolith Productions. Utiliza a mesma engine 3D chamada LithTech, existente em Blood II: The Chosen e KISS Psycho Circus: The Nightmare Child. O jogo tem forte influência da animação japonesa, em particular, as séries Patlabor e Appleseed e  o gênero mecha. O jogo permite ao jogador pilotar um mech grande, além de realizar missões a pé.

## Enredo
Num futuro não muito distante encontram-se órfãos os irmãos Toshiro e Sanjuro Makabe. O destino fez com que ingressassem, ainda pequenos, em uma academia militar na mesma colônia na qual nasceram. Na academia eles fizeram muitos amigos e ajudaram também as irmãs Kathryn e Kura, filhas do Comandante Nathaniel Akkaraju, que lá estavam com sua família.
Ajudaram também o garoto Baku Ogata, uma criança da colônia, vítima freqüente de maus tratos que acabaria se tornando um anão esquelético. Sanjuro, mais jovem que seu irmão, destacou-se por ser uma criança curiosa, inteligente, com sede de desafios e excelente capacidade de aprendizado, além de um grande senso de humor. Mas seu irmão mais velho, Toshiro, era um rapaz amargo e ressentido pela morte recente de seus pais e pela maior facilidade de Sanjuro para relacionar com as pessoas, principalmente com Kura, com quem Sanjuro acabou tendo um rápido mas intenso romance.
Mal os cinco amigos (Sanjuro, Toshiro, Kathryn, Kura e Baku) formaram-se na academia, um ataque à colônia UCASF vitima fatalmente a esposa do Comandante Akkaraju. Este pretendia deixar seu posto temporariamente a fim de resgatar sua esposa, mas recebu a ordem oficial de manter seu posto. Tempos depois, ele reencontrou suas duas filhas. A mais nova, Kura, passou a odiá-lo e culpá-lo pela morte da mãe; já sua irmã mais velha Kathryn compreendeu melhor a situação por que o Comandante passava. Por isso ela jurou jamais utilizar armas e então passou a trabalhar em posição de comunicações na UCASF para sempre manter-se junto a seus amigos. Infelizmente, poucos meses depois, faz-se um novo ataque à colônia, na qual dão-se como mortos ou desaparecidos Toshiro, Kura e Baku, fato este que deixou Sanjuro e o Comandante Akkaraju profundamente chocados e consternados com o rumo da guerra.
Akkaraju, por sua honra e bravura no compromisso de defender a colônia, foi promovido de Comandante a Almirante. Sua próxima missão, a de viajar ao distante planeta Cronus, logo fez toda a verdade desta guerra vir à tona: uma poderosa organização terrorista - a Fallen, liderada por um cruel e inteligente homem conhecido apenas por Gabriel - deseja apoderar-se do precioso mineral energético chamado Kato, de grande abundância em Cronus. Com a plena posse deste mineral Gabriel pretende financiar sua insana guerra contra a UCASF. Com isso, a UCASF visa impedir que a Fallen ponha suas mãos imundas nesta vital energia.